# Elce (Perugia)
Elce (o L'Elce o Elce-Rimbocchi) è un quartiere del comune di Perugia, parte dell'area subcomunale ex circoscrizione I Centro storico Porta Sole.

## Geografia
Con un'area di circa 600.000 m.2 e un perimetro di circa 4 km, sorge ai piedi del centro storico e a ridosso della cittadella universitaria. Non casualmente si connota per la cospicua presenza di studenti e locali universitari. È delimitato a ovest dalla via San Galigano (poi str. San Galigano - Rimbocchi), a sud dai complessi dell'Università degli Studi di Perugia di viale Alessandro Pascoli oltreché dalla suindicata via San Galigano, a ovest dalla piazza dell'Università (ove ha sede il Rettorato) e dal viale Zefferino Faina (che costeggia il centro storico correndo parallelamente a Corso Giuseppe Garibaldi), a nord dal perimetro del Monastero di Monteripido (Biblioteca di San Matteo degli Armeni), da altre proprietà coltivate a uliveto (da cui via degli Olivi) e dalla str. Perugia - San Marco. Confina, oltreché col centro storico (a est e a sud), coi quartieri Santa Lucia e Oliveto a ovest e coi quartieri Montegrillo e Ponte d'Oddi a nord, questi tutti integranti l'area subcomunale ex Circoscrizione IV San Marco.

## Rimbocchi
La striscia più a ovest dell'Elce costituisce il quartiere noto come dei Rimbocchi, di area pari a circa 100.000 m.2 comprensivi del Parco comunale dei Rimbocchi. L'area, sorta negli anni '70 e sviluppatasi sino agli anni '90, è essenzialmente residenziale. Ivi si trova un Ufficio per le relazioni con il pubblico (U.R.P.) del Comune di Perugia nonché il Centro di vita associativa (C.V.A.) "Rimbocchi" del Comune di Perugia.

## Origine del nome

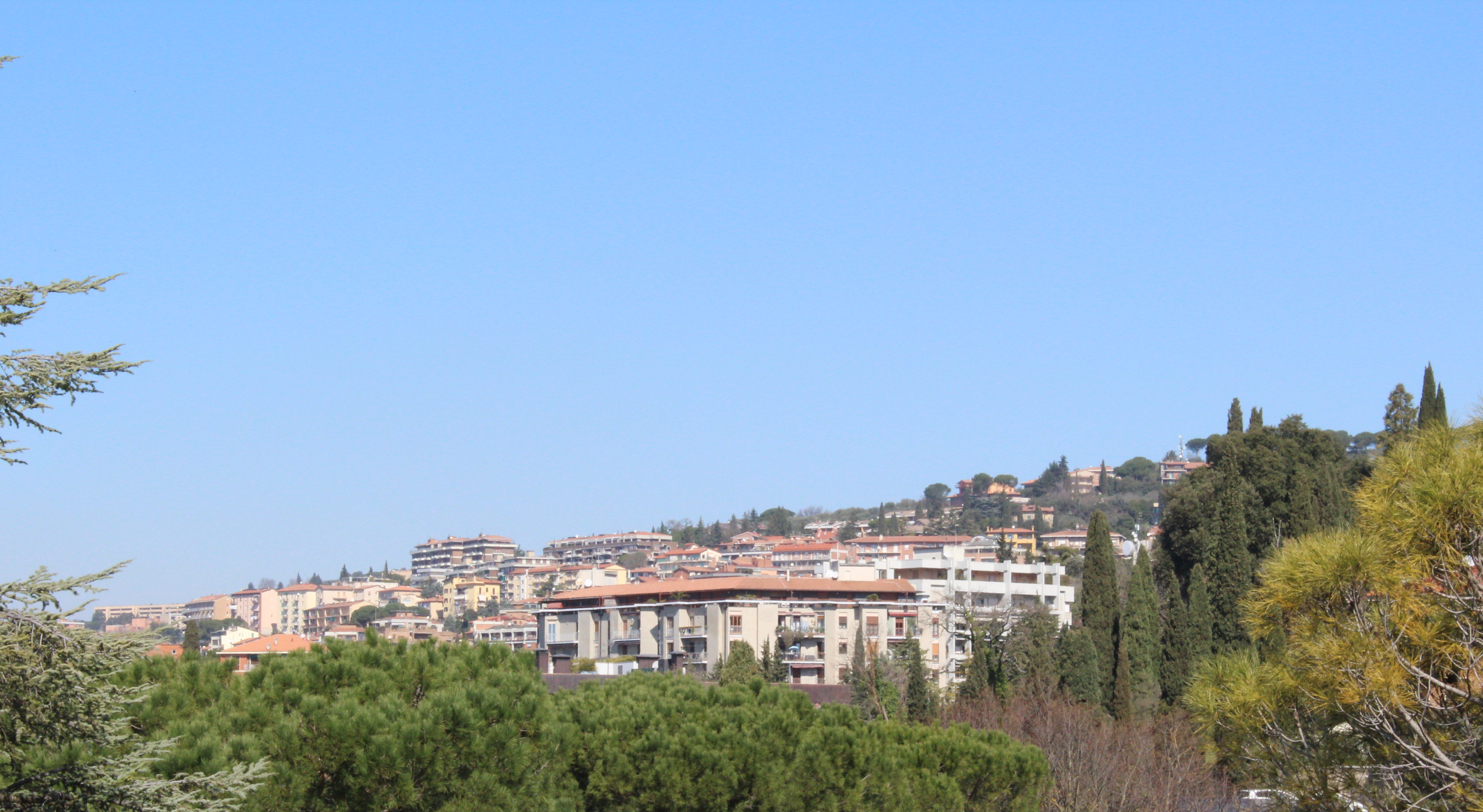
Il quartiere dalla zona di Fontivegge

Probabilmente, il quartiere, già così denominato quando era poco più che una campagna abitata nelle stagioni calde da signori perugini, deve il suo nome alla massiccia presenza degli alberi di leccio, il cui nome scientifico è quercus ilex.

## Monumenti e luoghi d'interesse
- Cassero di Porta Sant'Angelo;
- Porta Conca;
- Porta Elce, nei pressi della quale vi sono numerosi edifici storici di pregio (parte vecchia del quartiere);
- Tempietto di Sant'Angelo;
- Chiesa di San Donato all'Elce, fortemente legata alla storia di Perugia in quanto vi si svolse (nella sede antica) il battesimo di Braccio "Fortebraccio" da Montone[1][2] (parrocchia della Zona 1, Unità pastorale 7 dell'Arcidiocesi di Perugia e Città della Pieve) (viale Orazio Antinori nr. 34/A);
- C.V.A. Rimbocchi del Comune di Perugia;
- Università degli Studi di Perugia:
  - Palazzo Murena, Cappella universitaria, Rettorato dell'ateneo e Aula Magna del rettorato (piazza dell'Università);
  - Facoltà di: Economia e commercio; Giurisprudenza; Matematica e informatica; Scienze politiche; Fisica e geologia; Scienze sociali; Scienze statistiche; Scienze farmaceutiche (direzione); Scienze e tecnologie molecolari (CNR-ISTM); Chimica, biologia e biotecnologie;
  - INFN, sede di Perugia (viale Alessandro Pascoli nr. 23/C);
- Fondazione ONAOSI, sede nazionale (viale Orazio Antinori nr. 28);

## Infrastrutture e trasporti
Il quartiere dell'Elce è attraversato dalla via Annibale Vecchi, che ne è principale arteria, la quale si trasforma in direzione del centro in via Francesco Innamorati (poi, oltre piazza Università, in via Ariodante Fabbretti) e in direzione di San Marco in Strada Perugia - San Marco. Altra importante direttrice del quartiere il viale Orazio Antinori, che conduce verso la zona della Cupa (continuando dopo la c.d. Porta Conca come viale Pompeo Pellini). Via Fuori le Mura e viale Zefferino Faina conducono, a nord, verso il Tempio di Sant'Angelo.
Nella parte bassa dell'Elce (Rimbocchi) le vie sono tutte intitolate a personaggi illustri italiani (Giovanni Verga, Ruggiero Torelli), alcuni dei quali legati alla città di Perugia (Maria Bonaparte Valentini, il compositore Matteo Tassi, lo storico Serafino Calindri, il pittore Mariano Piervittori, l'architetto Giovanni Santini). Nella parte alta, invece, prevalgono i nomi della prosa dantesca (via Dante Alighieri, via Laura, via Beatrice); la parte più alta del colle culmina con la presenza di un uliveto, raggiunto appunto da via degli Olivi.